# Cirílico romeno

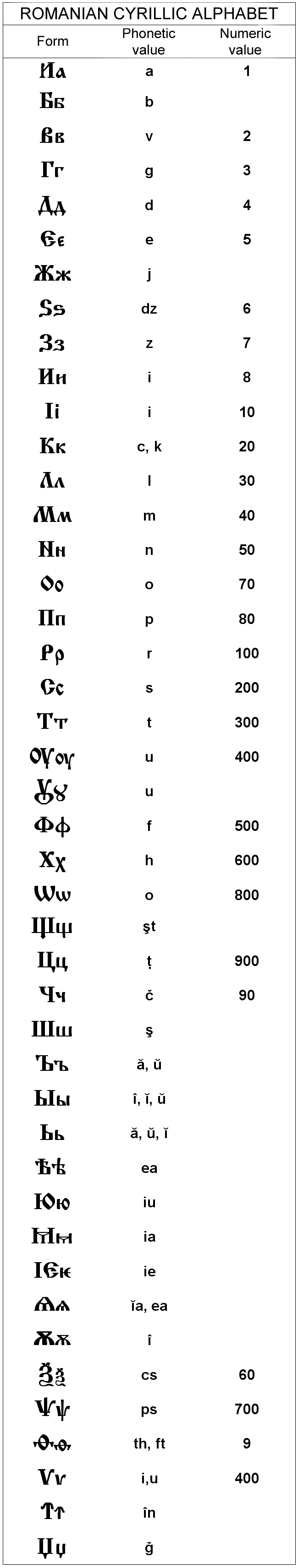
Alfabeto cirílico romeno

O alfabeto cirílico romeno foi o alfabeto da Valáquia e da Principado da Moldávia desde o século 14 até a Guerra da Crimeia, após a qual a Romênia foi criada e o alfabeto latino foi imposto por razões geopolíticas. O alfabeto latino começou a prevalecer nos principados do Danúbio na Transilvânia na década de 1840. 
O alfabeto cirílico romeno é baseado no alfabeto búlgaro da Idade Média e reflete uma série de características da língua búlgara média.